# Krzywa popytu

Wykres krzywej popytu

Wzrost popytu przedstawiany jest jako przesunięcie jego krzywej w prawo

Krzywa popytu-przesunięcie krzywej

Krzywa popytu-przesunięcie po krzywej

Krzywa popytu – krzywa używana w mikroekonomii, pokazująca ilość dobra, które konsumenci będą chcieli i mogli nabyć przy różnych cenach rynkowych i przy zachowaniu zasady ceteris paribus.

## Opis
Chociaż to popyt na dany produkt zależy od jego ceny, tradycyjnie cenę produktu zaznaczamy na osi pionowej, natomiast ilość produktu na osi poziomej − jest to krzywa popytu według Alfreda Marshalla. Istnieje też sposób przedstawiania krzywej opracowany przez Léona Walrasa, w którym osie są zamienione, oś pozioma reprezentuje cenę, natomiast pionowa - nabytą ilość. Nietrudno zatem zauważyć, że sposób L. Walrasa jest funkcją odwrotną do sposobu marshallowskiego (bardziej popularnego).
W punkcie A cena produktu wynosi PA a zapotrzebowanie na produkt QA. Jeśli cena jest niższa (tak jak w punkcie B), zazwyczaj konsumenci chcą nabyć więcej jednostek produktu. Krzywa popytu jest zatem nachylona ujemnie, tj. opada od lewej do prawej. Zdarzają się jednak wyjątki, gdy wzrost ceny powoduje wzrost popytu. Przykładowymi przyczynami odwrotnej krzywej popytu są:
- paradoks Giffena
- paradoks Veblena
- efekt owczego pędu
- efekt snoba

Krzywą popytu zestawia się zazwyczaj z krzywą podaży i razem stanowią podstawowy instrument opisujący dynamikę produktu przy zmianie jego ceny. Punkt przecięcia z krzywą podaży wyznacza punkt równowagi cenowej danego produktu.
Krzywa popytu przesuwa się w przypadku zmian środowiska, które zwiększają lub zmniejszają popyt na dany artykuł, np.:
- zubożenie konsumentów
- kampania reklamowa
- spadek ceny substytutu danego dobra
- wzrost ceny dobra komplementarnego

Należy odróżnić przesuwanie się krzywej popytu od wędrówki wzdłuż tej krzywej, która spowodowana jest na ogół drobnymi fluktuacjami cen, lub przesunięciem się krzywej podaży.